# Telipogon jostii
Telipogon jostii är en orkidéart som först beskrevs av Dodson, och fick sitt nu gällande namn av Norris Hagan Williams och Robert Louis Dressler. Telipogon jostii ingår i släktet Telipogon och familjen orkidéer.
Artens utbredningsområde är Ecuador. Inga underarter finns listade i Catalogue of Life.